# Rhynchospora dives
Rhynchospora dives är en halvgräsart som beskrevs av Paul Carpenter Standley. Rhynchospora dives ingår i släktet småag, och familjen halvgräs. Inga underarter finns listade i Catalogue of Life.